# Алека Папаріга
Алека Папаріга поне ім'я Александра Папаріга (грец. Αλέκα Παπαρήγα, 5 листопада, 1945, Афіни) — грецький політик, генеральний секретар Комуністичної партії Греції з 1991 до 2013 року. Перша жінка, що обіймає посаду генерального секретаря партії.

## Біографія
Народилась в Афінах. Батьки були членами КПГ та брали активну участь у Русі Опору. Освіту здобула на факультеті філософії Афінського університету імені Каподистрії. Завершивши навчання, 8 років працювала у різноманітних компаніях та як репетитор. З 1976 року займається виключно громадською та політичною діяльністю.
Втім, громадську діяльність Алека Папаріга розпочала ще 1961 року, вступивши в організацію молодіжної секції EDA. Вона брала активну участь у різних шкільних і студентських рухах до військового перевороту в 1967 році чорних полковників. Впродовж усього цього періоду вона була членом президії організації молодіжної EDA, а потім організації «Ламбракіс» Демократичного студентського союзу.
До КПГ встпила 1968 року, коли партія знаходилась поза законом, заборонена режимом полковників. До Грецького парламенту Алека Папаріга вперше була обрана на виборах 1993 року.